# 玉田美郎
玉田 美郎（たまだ よしお、1891年9月23日 - 1989年8月16日）は、日本の陸軍軍人。最終階級は陸軍中将。新潟県糸魚川市出身。法学者の玉田弘毅は息子。

## 経歴
歩兵大隊長のときに短期の戦車補備教育をうけ、戦車第4大隊付として一年余勤務して歩兵にもどり、また昭和11年、陸軍戦車学校で師団軽装甲車要員の教官となって、以後戦車拡張期における部隊長たるべき人の標準的コースを歩んだ。
ノモンハン事件において独立混成第1旅団麾下の戦車第4連隊連隊長として戦史上初の装甲部隊による大規模な戦車夜襲を決行した。
1947年（昭和22年）11月28日、公職追放仮指定を受けた。

## 年譜
- 1913年（大正2年）5月 -陸軍士官学校卒業（25期）
  - 12月 -歩兵少尉
- 1917年（大正6年）-歩兵中尉
- 1923年（大正12年）-歩兵大尉
- 1930年（昭和5年）-歩兵少佐
- 1935年（昭和10年）-歩兵中佐
- 1936年（昭和11年）-陸軍戦車学校教官
- 1938年（昭和13年）-歩兵大佐、独立混成第1旅団麾下戦車第4連隊長
- 1941年（昭和16年）-少将、陸軍少年戦車兵学校長
- 1944年（昭和19年）-海上機動第2旅団長
- 1945年（昭和20年）4月-中将
  - 5月-第96師団長
  - 12月-予備役
- 1956年（昭和31年）-糸魚川市教育長

## 著作
- 『ノモンハンの真相 戦車連隊長の手記』

加登川幸太郎編、原書房、1981年